# Rodolfo Licari
Rodolfo Licari, noto anche come Rod Licari (Casablanca, 2 ottobre 1929 – Viareggio, 14 aprile 1994), è stato un attore italiano.

## Filmografia
- Les héritiers, regia di Jean Laviron (1960)
- Quarta parete, regia di Adriano Bolzoni (1968)
- La morte non ha sesso, regia di Massimo Dallamano (1968)
- Don Chisciotte e Sancio Panza, regia di Giovanni Grimaldi (1968)
- Don Franco e don Ciccio nell'anno della contestazione, regia di Marino Girolami (1970)
- Lady Barbara, regia di Mario Amendola (1970)
- Amore Formula 2, regia di Mario Amendola (1970)
- Jesse & Lester - Due fratelli in un posto chiamato Trinità, regia di Renzo Genta e Richard Harrison (1972)
- Maria Rosa la guardona, regia di Marino Girolami (1973)
- Provaci anche tu Lionel, regia di Roberto Bianchi Montero (1973)
- Carambola, filotto... tutti in buca, regia di Ferdinando Baldi (1975)
- L'educanda, regia di Franco Lo Cascio (1975)
- Ah sì?... E io lo dico a Zzzorro!, regia di Franco Lo Cascio (1975)
- Il sogno di Zorro, regia di Mariano Laurenti (1975)
- San sha ben tan xiao fu xing, regia di See-Yuen Ng (1976)
- Cassiodoro il più duro del pretorio, regia di Oreste Coltellacci (1976)
- Kakkientruppen, regia di Marino Girolami (1977)
- I porno amori di Eva, regia di Giorgio Mille (1979)
- Cameriera senza... malizia, regia di Bruno Gaburro e Lorenzo Onorati (1980)
- Les parties de plaisir de Paola, regia di Mauro Righi (1981)
- Corri, seguimi, vienimi dietro, regia di Lorenzo Onorati (1981)
- Roma. L'antica chiave dei sensi, regia di Lorenzo Onorati (1984)
- Ragazzina vogliosetta, regia di Giorgio Mille (1984)
- Gioco di seduzione, regia di Andrea Bianchi (1990)